# كاسبار تسيغلر
كاسبار تسيغلر (بالألمانية: Caspar Ziegler)‏ هو محامي وملحن وكاتب وشاعر ألماني، ولد في 15 سبتمبر 1621 في لايبزيغ في ألمانيا، وتوفي في 17 أبريل 1690 في فيتنبرغ في ألمانيا.

## وصلات خارجية
- كاسبار تسيغلر على موقع ميوزك برينز (الإنجليزية)